# Алябьева, Анна Розматовна
Анна Розматовна Алябьева (род. 13 ноября 1993, Шымкент) — мастер спорта международного класса Казахстана по художественной гимнастике. Выступала в личном первенстве. Участница летней Олимпиады-2012 в Лондоне.

## Биография
Анна Алябьева родилась 13 ноября 1993 года в Шымкенте. Гимнастикой занимается с 5 лет. Тренировалась в ВШСМ (Астана) у Буяновой О. В.
На чемпионате Азии 2009 года в Астане была первой в командном зачёте и второй в индивидуальном, уступив по сумме и в каждом из упражнений лишь Алие Юсуповой: скакалка (27,3), обруч (26,85), мяч (26,95), лента (27,15). Общая сумма — 108,25.
Является победителем Азиады-2010 в Гуанчжоу в командном зачёте. В личном зачёте была первой в упражнениях со скакалкой (28,45), с обручем (28,65), с мячом (28,2). В упражнениях с лентой (26,15) была только 6-й. Но и эта сумма (111,45) позволила стать победителем.
На чемпионате Азии 2011 года стала победителем в пяти видах программы из шести (команда, индивидуальное многоборье, упражнения с обручем, мячом и лентой), опередив ближайших соперниц: Ульяну Трофимову из Узбекистана и Дэнг Сэньюэ из Китая.
На дебютном для неё чемпионате мира в Иcе вышла в финал многоборья, заняв итоговое семнадцатое место. На следующем первенстве планеты в Москве она была уже седьмой в многоборье и показала аналогичный результат в финале упражнения с обручем. В 2011 году в Монпелье, где разыгрывались лицензии на участие в Олимпиаде-2012, Алябьева из-за ошибки в упражнении с обручем стала шестнадцатой в многоборье (лицензии получают только гимнастки, занявшие места с первого по пятнадцатое). Чтобы попасть на Олимпиаду, Алябьева прошла ещё один раунд соревнований в начале 2012 года в Лондоне, где разыгрывались дополнительные пять лицензий. По итогам выступлений Алябьева и ещё четыре гимнастки — Анна Ризатдинова (Украина), Каролина Родригес (Испания), Кристаллени Трикомити (Кипр) и Яна Березко-Маргграндер (Германия) — стали обладательницами путёвок на Олимпиаду. Подготовкой новых программ и тренировками перед основными стартами Алябьева занималась вместе со сборной России в Новогорске и Хорватии под руководством российских тренеров, в том числе Ирины Винер и Марины Говоровой.
На Олимпийских играх в Лондоне в квалификации показала следующие результаты: обруч (27,200), мяч (26,575), булавы (25,250), лента (27,400). Общая сумма — 106,425 и 15-е место, не позволяющее продолжить борьбу в финале. Вскоре после Олимпиады Анна выразила желание завершить спортивную карьеру; уже декабре 2012 года она заступила на пост пресс-секретаря Федерации художественной гимнастики Астаны, уточнив, что планирует возобновить участие в соревнованиях. В апреле 2013 года Алябьева сменила сферу деятельности, приняв предложение телеканала «Хабар» занять должность ведущей спортивных новостей.
Директор двух спортивных школ по художественной гимнастике в Астане и Шымкенте.

## Личная жизнь
Сын Жан родился 3 января 2018 года.